# 대니얼 다우니
대니얼 엘리자베스 다우니(Danielle Elizabeth Downey, December 6, 1980년 12월 6일 ~ 2014년 1월 30일)는 미국의 프로 골프 선수이다. 대학생 시절 선코스트 대회와 퓨처스투어에서 우승을 차지한 바 있으며, 2006년부터 2010년까지 LPGA에서 활약하였다.
2014년 1월 30일 앨라배마주 오번 근교의 도로에서 교통사고로 사망했다.